# 乌特莱德
乌特莱德是德国下萨克森州的一个市镇。总面积15.46平方公里，总人口1017人，其中男性507人，女性510人（2011年12月31日），人口密度66人/平方公里。